# Olga Połtoranina
Olga Michajłowna Połtoranina z domu Dudczenko (ros. Ольга Михайловна Полторанина (Дудченко); ur. 27 lutego 1987 w Leninogorsku) – kazachska biathlonistka, brązowa medalistka mistrzostw świata juniorów w sprincie, brązowa medalistka mistrzostw Europy w biegu indywidualnym, uczestniczka mistrzostw świata.
W 2001 r. zadebiutowała na zawodach międzynarodowych organizowanych przez IBU. Wystąpiła na mistrzostwach świata juniorów w Chanty-Mansyjsku, gdzie zajmowała odległe pozycje. Rok później wywalczyła swoje pierwsze medale. Zajęła trzecie miejsce w sprincie na mistrzostwach świata juniorów w Ridnaun. W sezonie 2003/2004 zadebiutowała w zawodach PŚ. Zajęła 67. miejsce w sprincie w Kontiolahti. Po kolejnych nieudanych startach, została relegowana do zawodów niższej rangi. Zajmowała czołowe pozycje w Pucharze Europy, co poskutkowało pojechaniem na mistrzostwa Europy w Nowosybirsku. Połtoranina w Rosji zdobyła brązowy medal w biegu indywidualnym. Na koniec sezonu uplasowała się na drugim miejscu w klasyfikacji generalnej Pucharu Europy juniorów. W kolejnych sezonach zawodniczka nie odnosiła znaczących sukcesów. Pozytywne starty nastąpiły dopiero na początku sezonu 2010/2011. Podczas inaugurującego biegu indywidualnego w Östersund biathlonistka zajęła 37. miejsce i zdobyła swoje pierwsze punkty w PŚ. Cztery dni później zajęła swoją najlepszą dotychczasową pozycję w PŚ – 24. miejsce w biegu pościgowym.

## Osiągnięcia

### Igrzyska olimpijskie
| Rok  | Miejscowość | Konkurencje | Konkurencje | Konkurencje | Konkurencje | Konkurencje | Konkurencje | Konkurencje |
| Rok  | Miejscowość | IN          | SP          | PU          | MS          | RL          | MR          | SR          |
| ---- | ----------- | ----------- | ----------- | ----------- | ----------- | ----------- | ----------- | ----------- |
| 2018 | Pjongczang  | 46.         | 63.         | –           | –           | 14.         | –           | –           |

### Mistrzostwa świata
| Rok  | Miejscowość          | Konkurencje | Konkurencje | Konkurencje | Konkurencje | Konkurencje | Konkurencje | Konkurencje |
| Rok  | Miejscowość          | IN          | SP          | PU          | MS          | RL          | MR          | SR          |
| ---- | -------------------- | ----------- | ----------- | ----------- | ----------- | ----------- | ----------- | ----------- |
| 2003 | Chanty-Mansyjsk      | –           | 74.         | –           | –           | –           | –           | –           |
| 2004 | Oberhof              | dns.        | 84.         | –           | –           | 17.         | –           | –           |
| 2007 | Anterselva           | 69.         | –           | –           | –           | –           | –           | –           |
| 2008 | Östersund            | –           | –           | –           | –           | –           | 17.         | –           |
| 2011 | Chanty-Mansyjsk      | 60.         | 57.         | lap.        | –           | 14.         | –           | –           |
| 2012 | Ruhpolding           | 64.         | 63.         | –           | –           | 19.         | –           | –           |
| 2015 | Kontiolahti          | 50.         | 75.         | –           | –           | 13.         | –           | –           |
| 2017 | Hochfilzen           | 74.         | 37.         | 37.         | –           | 12.         | 11.         | –           |
| 2024 | Nové Město na Moravě | 66.         | –           | –           | 18.         | –           | –           | –           |
| 2025 | Lenzerheide          | 75.         | –           | –           | –           | –           | –           | –           |

### Mistrzostwa świata juniorów
| 2001 Chanty-Mansyjsk (Rosja)   | 32. miejsce (IN), 37. miejsce (SP), 26. miejsce (PU), 11. miejsce (RL) |
| 2002 Ridnaun (Włochy)          | 46. miejsce (IN), 3. miejsce (SP), 6. miejsce (PU), 6. miejsce (RL)    |
| 2004 Haute Maurienne (Francja) | 13. miejsce (IN), DNF (SP),                                            |
| 2005 Kontiolahti (Finlandia)   | 11. miejsce (IN), 16. miejsce (SP), 6. miejsce (PU), 11. miejsce (RL)  |
| 2006 Presque Isle (USA)        | 18. miejsce (IN), 25. miejsce (SP), 15. miejsce (PU), 10. miejsce (RL) |
| 2008 Ruhpolding (Niemcy)       | 25. miejsce (IN), 22. miejsce (SP), 30. miejsce (PU)                   |

### Mistrzostwa Europy
| 2005 Nowosybirsk (Rosja) | 3. miejsce (IN), 8. miejsce (SP), 12. miejsce (PU)   |
| 2008 Nove Mesto (Czechy) | 25. miejsce (IN), 18. miejsce (SP), 12. miejsce (PU) |

### Puchar Świata

#### Miejsca w klasyfikacji generalnej
| Sezon     | Miejsce           |
| --------- | ----------------- |
| 2010/2011 | 70.               |
| 2011/2012 | 65.               |
| 2016/2017 | 80.               |
| 2017/2018 | 76.               |
| 2023/2024 | niesklasyfikowana |
| 2024/2025 | niesklasyfikowana |